# Transgresja (zespół muzyczny)
Transgresja – polski zespół muzyczny grający szeroko pojętą muzykę rockową, z wpływami rocka alternatywnego i rocka psychodelicznego. Wizytówką kapeli jest oprawa wizualna z kontrastową grą świateł i fluorescencyjnymi stylizacjami wykonawców. 

## Historia zespołu

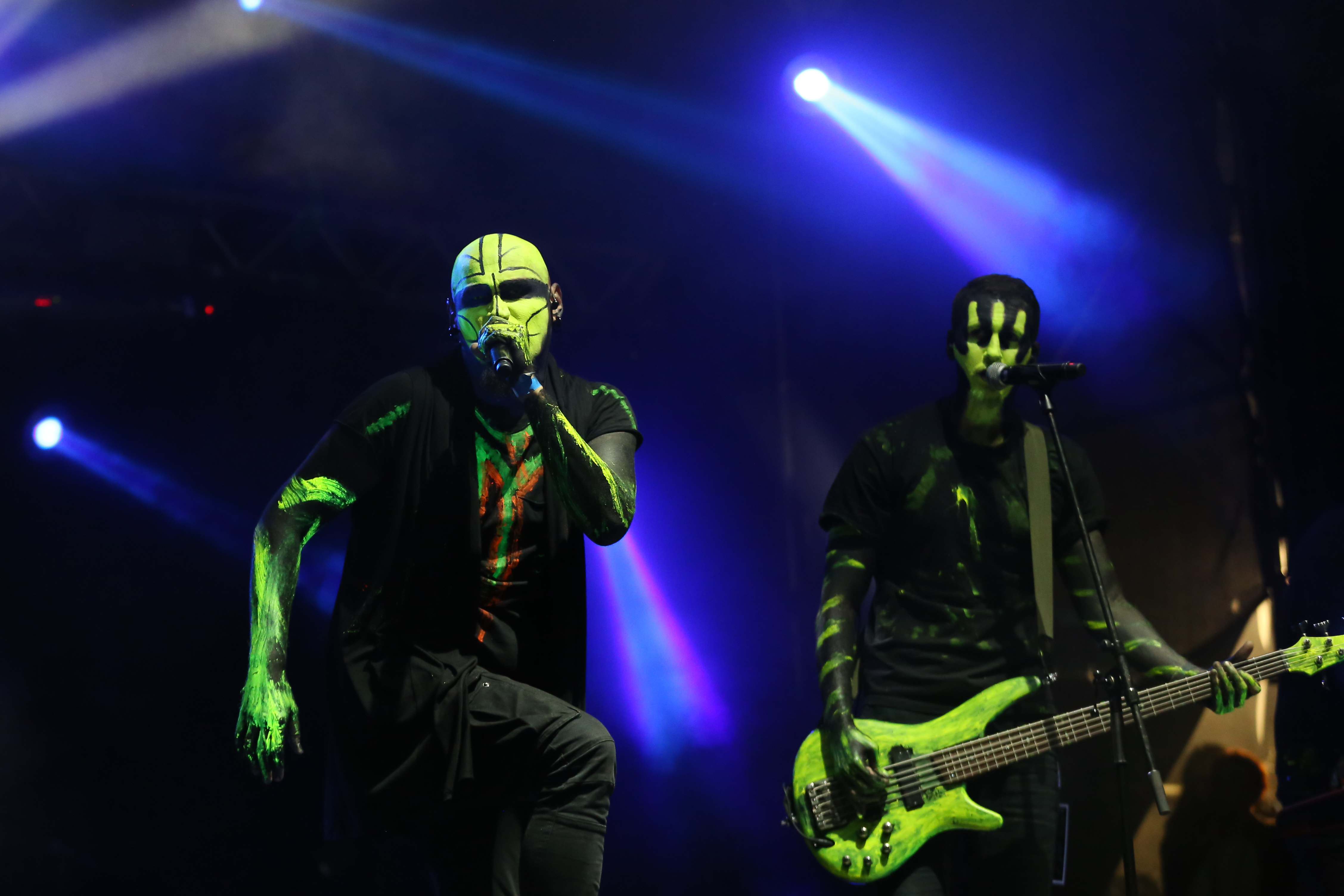
Transgresja na Pol’and’Rock Festival w 2019

Zespół Transgresja został założony w 2015 roku w Dąbrowie Górniczej przez grupę przyjaciół: Pawła Gładysza, Mateusza Kołodziejczyka, Rajmunda Borka, Marcina Bulę oraz Tomasza Wącirza. Zadebiutował na scenie w 2016r.; niedługo później światło dzienne ujrzało pierwsze, trzyutworowe demo zespołu pt. „Ludzie Atomów Masowej Destrukcji”. We wrześniu 2017r. ukazała się, trwająca niespełna pół godziny, zawierająca sześć utworów EP-ka pt.  Spokój znajdzie niewielu, zarejestrowana w Studio dmb w Bielsku-Białej. W 2017 zespół został laureatem przeglądów muzycznych: 100-tka i gra muzyka w Dąbrowie Górniczej, FAZA 2017 w Katowicach oraz Rockosz 2017 w Bielsku-Białej. W 2018 roku zespół dotarł do finału Antyfestu Antyradia. W 2018 roku zespół Transgresja wziął udział w 11. edycji programu telewizyjnego Mam Talent!,  docierając do półfinału programu. 
15 marca 2019 roku ukazał się debiutancki album studyjny zespołu pt. Brak równowagi wydany nakładem wytwórni SP Records. W tym samym roku w sierpniu wystąpił po raz pierwszy na Pol'and'Rock Festival na 25 edycji na scenie Viva Kultura. Gościem specjalnym zespołu był Michał Jelonek.  W tym samym roku pokazali się jeszcze na  IV Przystanku Żory.
W 2021 roku Transgresja zagrała na CieszFanów Festiwal oraz wzięła udział w Jarocińskich Rytmach Młodych, gdzie zdobyła nagrodę specjalną; Mateusz Kołodziejczyk „Komin” — członek zespołu —został wyróżniony również jako najlepszy gitarzysta przeglądu.
25 lutego 2022 roku zespół wydał swój drugi album studyjny pt. Goliat. W tym samym roku zespół zagościł po raz drugi na Pol'and'Rock Festival 2022 na jego 28 edycji tym razem prezentując się na Małej Scenie. W tym samym roku gościli na Rockowisko Zwierzyniec, Zew Się Budzi, Rock Na Bagnie.
W 2023 roku zdobyli drugie miejsce w głosowaniu publiczności na Złotego Bączka za występ na Małej Scenie w 2022 tym samym stali się jednym z zespołów występujących na Dużej Scenie 29 edycji Pol'and'Rock Festiwal w 2023 roku. W maju 2023 roku ich utwór „Goliat” został piosenką miesiąca na Festiwalowej Liście Przebojów.  W lipcu 2024 zespół wziął udział w eliminacjach do 30 edycji festiwalu w wyniku czego w sierpniu 2024 roku pojawił się ponownie na Dużej Scenie w 30 edycji Festiwalu.

## Skład zespołu
- Paweł "Gładky" Gładysz – wokal
- Mateusz "Komin" Kołodziejczyk – gitara
- Rajmund "Mund" Borek – gitara basowa
- Marcin "Bulion" Bula – perkusja
- Tomasz "Wąski" Wącirz – instrumenty klawiszowe

## Dyskografia

### Albumy studyjne
- Brak równowagi (2019)[21][22]
- Goliat (2022)[21]

### Minialbumy
- Spokój znajdzie niewielu (2017)[23]

### Single
- Kompleksy[22]